# Okół (Krakkó)
Okół középkori város volt Lengyelországban, Krakkó közelében, de időközben egybeépült vele. A mai Óváros déli részén terült el.

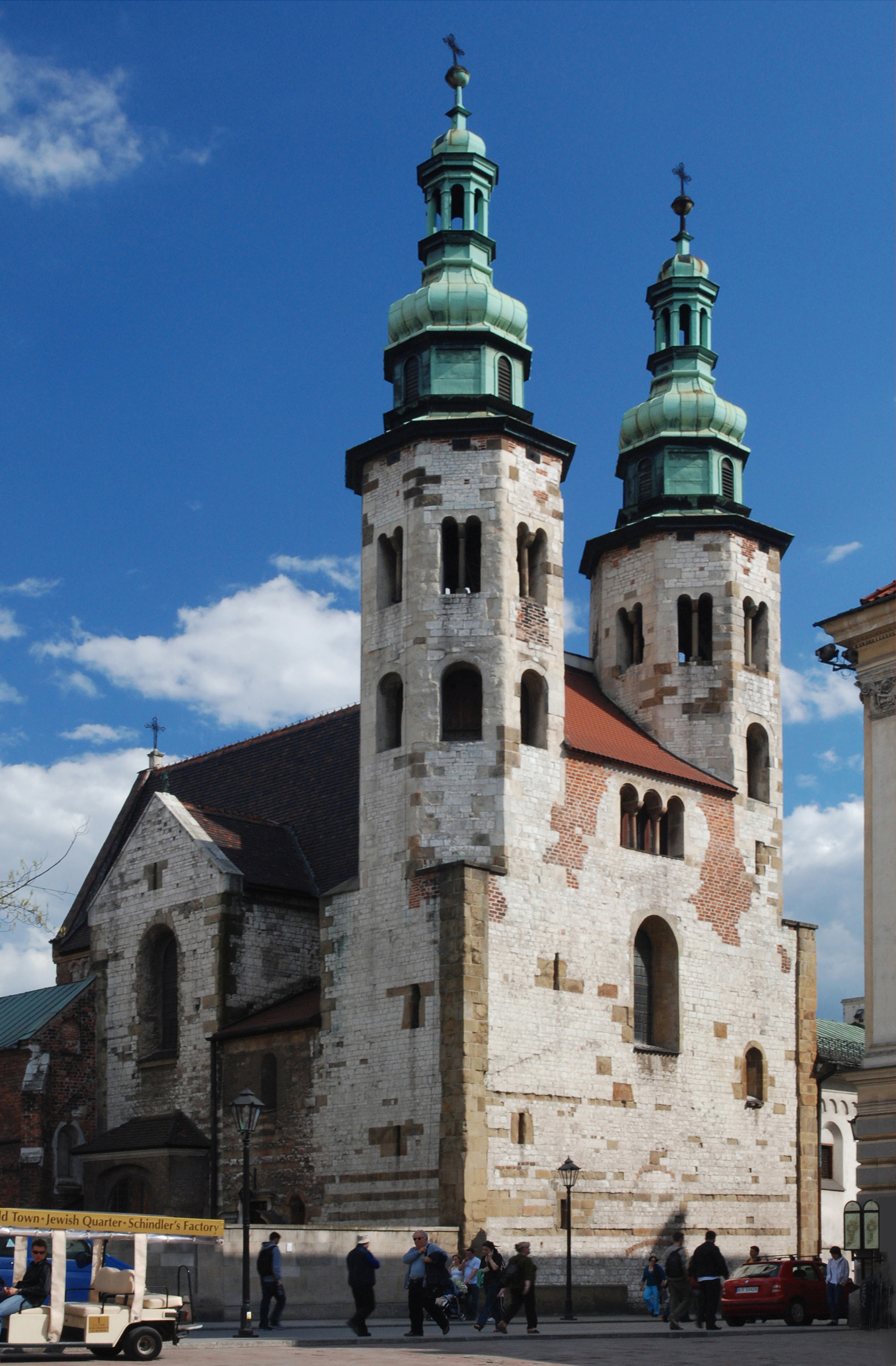
A Szent András-templom

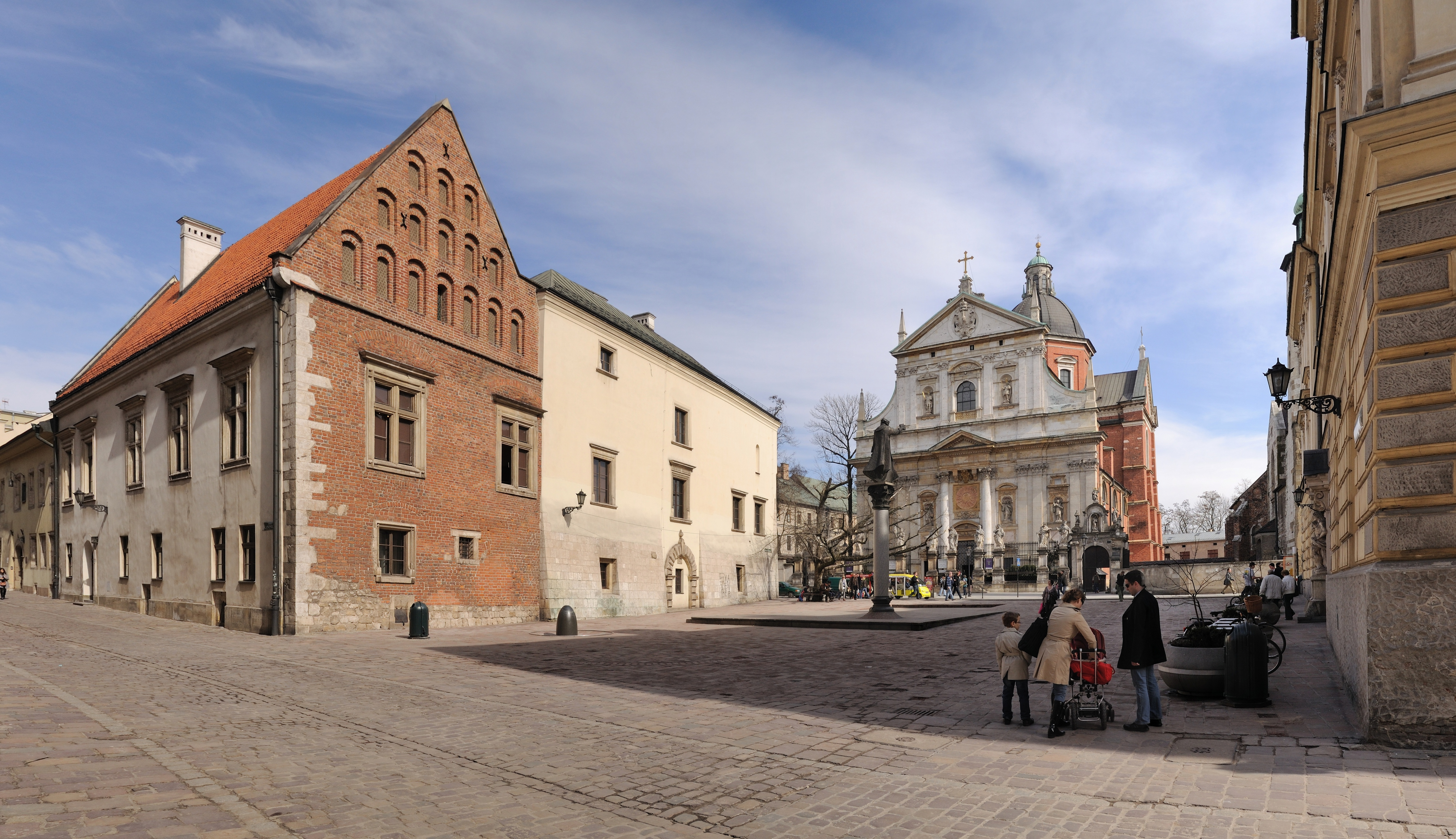
A Szent Mária Magdaléna tér és a Collegium Iuridicum épülete, valamint a Szent Péter és Pál-templom

## Története
A település a Wawel lábánál alakult ki a Grodzka utca vonalában, a Szent András-templom melletti piactér körül. A település határain húzták fel később a Krakkót védő városfalakat, északi határa pedig a Poselska utca mentén haladt.
1257-től Okół egyfajta összekötő híd volt Krakkó és a Wawel között. A 14. század közepétől azonban már a főváros részeként említik, bár vannak olyan adatok is, hogy városi jogokat kapott. Egy 1338. évi feljegyzés például Nova Civitasként említi.
Utcáin vezetett át a királyi út, az az útvonal, amelyen koronázáskor, temetéskor végigvonult a lengyel előkelőségek díszes menete.

## Látnivalók
Egykori területe napjainkban a krakkói Óváros déli részét alkotja, melynek fő közösségi tere a Grodzka utca és az ezzel párhuzamosan futó Kanonicza utca.
- Számos történelmi épület található a területén, például a Szent András-templom, a Szent Egyed-templom, a Szent Péter és Pál-templom, valamint a Kanonicza utca palotái és bérházai.
- A negyed központja a Szent Mária Magdolna tér, ahol a régi, időközben elbontott Szent Mária Magdolna-templom állt.
- A Szent Mária Magdolna téren áll 2001-től Piotr Skarga jezsuita teológus modern szobra magas talapzaton. Ugyancsak a téren található a Collegium Iuridicum, azaz a Jagelló Egyetem régi jogi kollégiumának épülete.
- A városrészt keleti és nyugati irányból a Planty zöldje határolja. A parkot a városfalak kényszerű bontása után, 1822-ben kezdték kialakítani.

## Fordítás
- Ez a szócikk részben vagy egészben az Okół (Kraków) című lengyel Wikipédia-szócikk ezen változatának fordításán alapul.  Az eredeti cikk szerkesztőit annak laptörténete sorolja fel. Ez a jelzés csupán a megfogalmazás eredetét és a szerzői jogokat jelzi, nem szolgál a cikkben szereplő információk forrásmegjelöléseként.